# 藤步
藤步(交叉側進步)是一種舞蹈舞步。可在不同的舞蹈上看到，如國標舞、迪斯可、土風舞等。雖然看起來可能有些不同，但基本的腳步交叉及重心足等都是相同的。

## 舞步
最基本的藤步的腳步順序如下：
- 側步，
- 另一隻腳由先前側步的那一隻腳前方越過，踏下去，
- 再側步，
- 另一隻腳由先前側步的那一隻腳後方越過，踏下去，
- 重複序列……

整個行動方同是往同一方向側移，左方後右方都可以。藤步可以由以上四個步伐的任一步開始，也就是說，不一定要先側步，也可以從橫跨步開始，前方或後方都可以。

## 外部連結
- 全民休閒運動宣傳網 - 土風舞基本舞步介紹